# Op vlucht

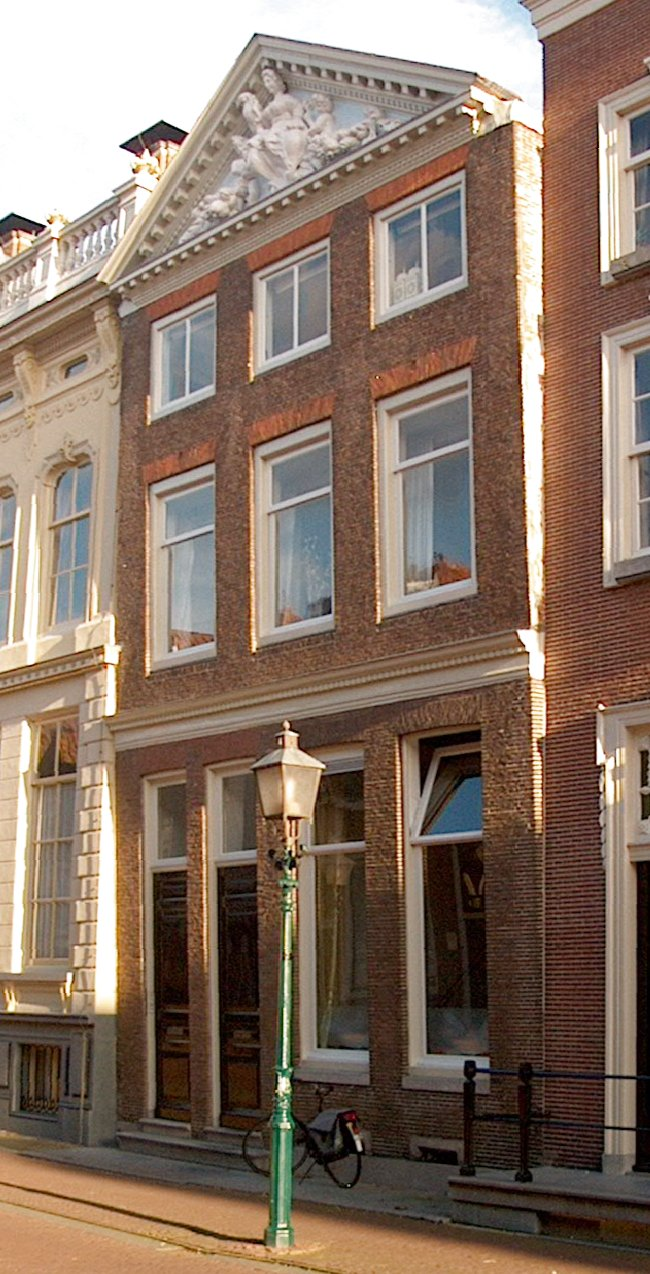
Een op vlucht gebouwde gevel in Hoorn aan de Grote Oost

Het bouwen op vlucht houdt het doelbewust voorover laten hellen van de (voor)gevel van een bouwwerk in. Vooral in de zeventiende en de vroege achttiende eeuw was dit een zeer gebruikelijke bouwwijze. Mogelijk is het een overblijfsel van de middeleeuwse houtbouwconstructie. Daarbij werd vaak de eerste verdieping met overstek ten opzichte van de begane grond gebouwd om daar inwatering te voorkomen. Een andere denkbare verklaring voor deze bouwtrant is dat het het hijsen van goederen naar de zolder vergemakkelijkt. Mogelijk speelde ook het esthetisch effect een rol: het vooroverstaan van de gevel maakt hem optisch indrukwekkender.
Op vlucht bouwen kon op twee manieren gedaan worden. Het kan zijn dat de gehele gevel op vlucht werd gebouwd, maar soms werd er vanaf de puibalk op vlucht gebouwd.
In Amsterdam staan met name rond de grachten gevels scheef die ook in die staat gebouwd zijn. Daar werden zelfs speciale wetten geschreven die bepaalden hoeveel een gevel naar voren mocht leunen. In Leiden en Amsterdam is bekend dat het om een duym per drie voet of vier duym per roede kon gaan. Dit is beide circa 2,75 cm per meter, wat op circa dertig centimeter per pand pand kan zijn. In Hoorn staan er panden waar het verschil tot bijna een meter op kan lopen.